# Samaná (Kolumbia)
Samaná – miasto w Kolumbii, w departamencie Caldas.